# Carex globistylosa
Carex globistylosa är en halvgräsart som beskrevs av Pei Chun Qiong Li. Carex globistylosa ingår i släktet starrar, och familjen halvgräs. Inga underarter finns listade i Catalogue of Life.